# Družina Griqua
Družina Griqua je družina asteroidov, ki se nahajajo v glavnem asteroidnem pasu. 

## Značilnosti
Asteroidi imajo naslednje lastne elemente tirnice
- velika polos (ap) je med 3,1 in 3,27 a.e.
- izsrednost (ep) je večja od 0,35
- naklon tirnice (ip) je od ?  do ?

Ime je družini dal asteroid  1362 Griqua. Asteroidi so v orbitalni resonanci 2 : 1 z Jupitrom. Zaradi tega so tirnice asteroidov iz te družine nestabilne. V nekaj tisoč letih se tako močno spremenijo, da lahko sekajo tudi tirnico Marsa ali Jupitra.

## Asteroidi v družini
Doslej je znanih samo 5 do 10 asteroidov, ki spadajo v to družino.
Med njimi sta najbolj znana:
| Ime               | a     | e     | i       |
| ----------------- | ----- | ----- | ------- |
| 1362 Griqua       | 3,222 | 0,370 | 24,206° |
| 8373 Stephengould | 3,28  | 0,55  | 41°     |